# Susan Fainstein
Susan Saltzman Fainstein (geboren 1938) ist eine US-amerikanische Stadtsoziologin.

## Leben
Susan Saltzman studierte Politikwissenschaft an der Harvard University (A.B.), African Studies an der Boston University (M.A.) und wurde als Politologin am MIT promoviert. Sie ist mit dem Stadtplanungswissenschaftler Norman I. Fainstein verheiratet.
Fainsteins Forschungsschwerpunkt liegt auf den Verteilungseffekten von öffentlich geplanten oder geförderten Stadtentwicklungsprojekten. Sie hat eine Theorie der „gerechten Stadt“ (the just city) entwickelt, das Buch dazu wurde 2010 veröffentlicht.
Fainstein arbeitete als Professorin an der Graduate School of Architecture, Planning and Preservation der Columbia University und als Professorin für Stadtplanung an der Rutgers University,  wo sie eine Vielzahl von Dissertationen betreute. Sie ging 2006 an die Harvard Graduate School of Design und beendete dort 2012 ihre Lehrtätigkeit.
Fainstein hat über einhundert Zeitschriftenbeiträge und Aufsätze in Sammelbänden veröffentlicht. Sie absolvierte Gastaufenthalte an der Universität von Amsterdam, Witwatersrand-Universität, der Universität London, Cleveland State University, New York University, Queens University (Kanada), University of British Columbia und der Nationaluniversität Singapur. Sie war Mitherausgeberin des International Journal of Urban and Regional Research und der Ethnic and Racial Studies. Sie arbeitete als Beraterin in verschiedenen öffentlichen Projekten der Stadtentwicklung.

## Schriften (Auswahl)
- mit Norman I. Fainstein: Urban Political Movements: The Search for Power by Minority Groups in American Cities. Englewood Cliffs, NJ: Prentice-Hall, 1974, ISBN 978-0-13-939330-3.
- mit Norman I. Fainstein; Richard Child Hill; Dennis Judd; Michael P. Smith: Restructuring the City: the Political Economy of Urban Redevelopment. New York: Longman, 1983, ISBN 978-0-582-28293-3.
- Urban Economic Development and the Transformation of Planning in the United States and Great Britain. Piscataway, NJ: Center for Urban Policy Research, 1990
- The City Builders: Property, Politics, and Planning in London and New York. Cambridge, MA: Blackwell Publishers. 1994, ISBN 978-0-631-18243-6
- The Just City. Ithaca, NY: Cornell University Press, 2010
- mit Dennis J. Judd (Hrsg.): The Tourist City. Yale University Press 1999, ISBN 978-0-300-07846-6